# Nasbinals
Nasbinals este o comună în departamentul Lozère din sudul Franței. În 2009 avea o populație de 498 de locuitori.

## Evoluția populației
| An        | 1975 | 1982 | 1990 | 1999 | 2006 | 2009 |
| --------- | ---- | ---- | ---- | ---- | ---- | ---- |
| Populație | 636  | 606  | 503  | 504  | 519  | 498  |